# Rózsafa
Rózsafa is een plaats (község) en gemeente in het Hongaarse comitaat Baranya. Rózsafa telt 418 inwoners (2001).